# Brunnenstraße 8 (Obergrombach)

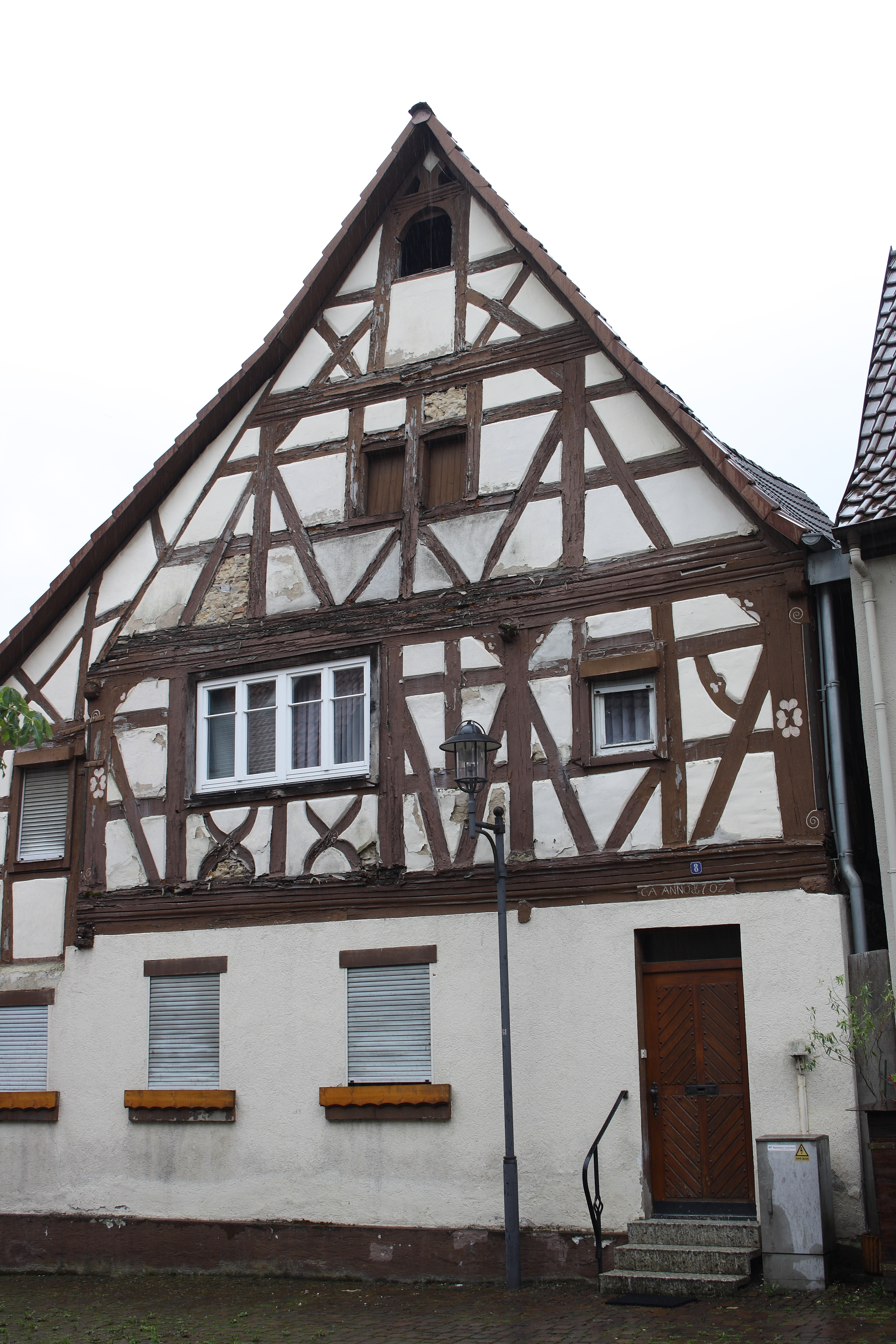
Fachwerkhaus Brunnenstraße 8 in Obergrombach

Das Gebäude Brunnenstraße 8 ist ein Fachwerkhaus in Obergrombach, einem Stadtteil von Bruchsal im Landkreis Karlsruhe in Baden-Württemberg, das 1702 errichtet wurde.

## Beschreibung
Auf dem später massiv erneuerten Erdgeschoss stehen ein Fachwerkstock und zwei Dachstöcke. Die bündigen Stockwerke besitzen profilierte Schwellen. Über dem Eingang ist die Inschrift „C A ANNO 1702“ zu sehen. 
Als Zierformen sind an den Eck- und Bundständern der Fränkische Mann mit ausgeputzten Augen, geschwungene und gerade Andreaskreuze und zierliche Dreiviertelstäbe mit Spiralen an den Eckständern vorhanden. Dort befinden sich noch kleine ausgeputzte Herzformen in vierblättriger Art zusammengestellt.